# Володарі еволюції

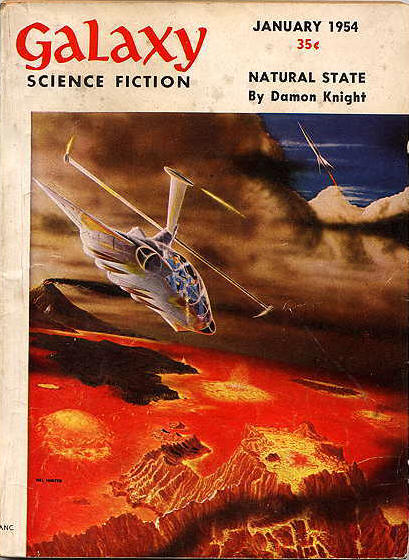
«Володарі еволюції» вийшли спочатку на сторінках журналу Гелексі сайнс фікшн у січні 1954 року.

«Володарі еволюції» (англ. Masters of Evolution) — науково-фантастичний роман американського письменника Деймона Найта. Вперше вийшов 1954 року на сторінках журналу «Гелексі сайнс фікшн» під назвою «Природний стан». Згодом Найт розширив текст приблизно на 5000 слів, розширена версія вийшла у видавництві Ейс Букс 1959 року під назвою «Володарі еволюції» у «подвійній книзі» разом з романом Джорджа Олівера Сміта «Пожежа на небесах» (Ace Double D-375).

## Сюжет
У найближчому майбутньому світ поділяється на дві протиборчі групи: мешканці міста та мешканці села, які називаються «макфіт». Макфіт контролює більшу частину суші та має набагато більше населення. Мер Нью-Йорка переконує популярного актора Альву Гюстада вести переговори про договір з макфіт: технології в обмін на їх рідкісні метали. Альва неохоче погоджується й отримує шанс представити свої товари на ярмарку на Середнього Заходу. Ніхто не зацікавлений; після чого відбувається вибух, й Альва розуміє, що він оглушений. Його прийняла досить молода жінка, яку звати Бі Джей; поступово він розуміє та сприймає спосіб життя, який охоплює нове використання генної інженерії замість машин. Альва закохується у Бі Джей, і коли міста розпочинають атаку на макфіт, Альва змушений переосмислити свої погляди про перевагу міського способу життя.

## Відгуки
На думку авторів «Енциклопедії наукової фантастики» коли «Природний стан» було «розширено з (його оригінального об'єму роману)», він втратив свою «стислість». Kirkus Reviews були набагато жорсткішими, називаючи роман «посереднім, втомленим комічним баченням міських народів і типів країн при зіткненні».

## Походження
Майк Ешлі зазначив, що роман сформував редактор Горас Л. Голд, і тоді Найт «визнав, що кінцевий результат був кращим, ніж його оригінал», але був розчарований тим, що оригінал «все ще не народжений».